# Münchweiler an der Alsenz
Münchweiler an der Alsenz là một đô thị thuộc thuộc huyện Donnersberg, Đức. Đô thị Münchweiler an der Alsenz có diện tích 7,13 km², dân số thời điểm ngày 31 tháng 12 năm 2006 là 1262 người.